# 1. mise
1. mise je český televizní seriál z vojenského prostředí, který je vysílán od 29. srpna 2021 na stanici Prima.

## Motto
„Jen silní přežijí.“

## Obsazení

### Hlavní role (Severočeská vojenská nemocnice)
| Herec                     | Role                                    | Díl  | Řada | Rok       | Poznámky                                                                                           |
| ------------------------- | --------------------------------------- | ---- | ---- | --------- | -------------------------------------------------------------------------------------------------- |
| Marek Němec               | MUDr. David Hofbauer                    | 1-42 | 1    | 2021-2022 | primář chirurgie, kardiochirurg, exmanžel Svetlany a nevlastní otec Jelizavety                     |
| Jan Dolanský              | plk. MUDr. Daniel Hofman                | 1-42 | 1    | 2021-2022 | vojenský lékař, učitel, který má za úkol vycvičit mladé frekventanty a primář interny              |
| Kristýna Leichtová        | Mgr. Alice Hofmanová (dříve: Pekárková) | 1-42 | 1    | 2021-2022 | nová vrchní sestra na chirurgii, manželka Daniela                                                  |
| Pavel Řezníček            | plk. MUDr. Mgr. Vít Jelen               | 1-42 | 1    | 2021-2022 | vojenský psycholog, učitel a lékař                                                                 |
| Igor Chmela               | MUDr. Viktor Žák                        | 1-42 | 1    | 2021-2022 | ředitel nemocnice, lékař (anesteziolog a traumatolog)                                              |
| Roman Zach                | MUDr. Roman „Rasputin“ Nikolajev Vilkin | 1-42 | 1    | 2021-2022 | lékař (traumatolog, neurolog a neurochirurg)                                                       |
| Vojtěch Efler             | MUDr. Karel Vlach                       | 1-42 | 1    | 2021-2022 | nezkušený lékař na příjmu                                                                          |
| Adéla Gondíková           | Mgr. Michaela Kratochvílová             | 3-42 | 1    | 2021-2022 | nová vrchní sestra na chirurgii, poté na interně                                                   |
| Amelie Pokorná Zedníčková | Andrea „Andy“ Kratochvílová             | 9-42 | 1    | 2021-2022 | nová sanitářka na příjmu, 18letá dcera Míši a Martina Kratochvílových, je těhotná s Honzou Rubešem |

### Hlavní role (mladí frekventanti, vojenští lékaři)
- Jen čtyři zůstanou, bojují o místo v elitním týmu.[3]

| Herec                | Role                                    | Díl     | Řada | Rok       | Poznámky |
| -------------------- | --------------------------------------- | ------- | ---- | --------- | --- |
| Annette Nesvadbová   | npor. MUDr. Eva Dvořáková               | 1-42    | 1    | 2021-2022 | vojenská lékařka                                                                                                |
| Libor Matouš         | npor. MUDr. Vladimír „Vláďa“ Fryvaldský | 1-42    | 1    | 2021-2022 | vojenský lékař                                                                                                  |
| Radúz Mácha          | npor. MUDr. Ing. Jan Rubeš              | 1-42    | 1    | 2021-2022 | vojenský lékař, letecký inženýr                                                                                 |
| Sára Rychlíková      | npor. MUDr. Marika Klocová              | 1-42    | 1    | 2021-2022 | vojenská lékařka                                                                                                |
| Ondřej Rychlý        | npor. MUDr. Prokop Hlinka               | 6-42    | 1    | 2021-2022 | zkušený lékař, který se přidal do projektu Mise (chirurg a plastický chirurg)                                   |
| Sandra Nováková      | npor. MUDr. Alexandra „Saša“ Růžičková  | 6-42    | 1    | 2021-2022 | zkušená lékařka, která se přidala do projektu Mise (neurochirurg a chirurg)                                     |
| Ondřej Kubina        | por. MUDr. Luděk Hnyk                   | 1–1     | 1    | 2021      | neatestovaný lékař, vypadl z projektu kvůli zatajení obsedantně kompulsivní poruchy                             |
| Zuzana Novotná       | por. MUDr. Renata Stránská              | 1–2     | 1    | 2021      | neatestovaná lékařka, vypadla z projektu kvůli zranění                                                          |
| Petr Kolman          | por. MUDr. Ivan Kučera                  | 1–3     | 1    | 2021      | neatestovaný lékař vypadl z projektu kvůli prozrazení informací                                                 |
| Jiří Böhm            | por. MUDr. František „Fanda“ Dobeš      | 1–4     | 1    | 2021      | neatestovaný lékař, vypadl z projektu kvůli zfalšované kritice na armádu, kterou na něj nastražila Jana Svěcená |
| Veronika Lapková     | por. MUDr. Ludmila Kovářová             | 5–5     | 1    | 2021      | atestovaná lékařka, experiment Dana a Vítka                                                                     |
| Petr Jeřábek         | por. MUDr. Vojtěch „Vojta“ Bartoš       | 5–5     | 1    | 2021      | atestovaný lékař, experiment Dana a Vítka                                                                       |
| Matěj Anděl          | por. MUDr. Robert Hruška                | 6–6     | 1    | 2021      | zkušený lékař, který se přidal do projektu Mise (anesteziolog), musel odejít kvůli astmatu                      |
| Kateřina Zapletalová | por. MUDr. Jana Svěcená                 | 1–7     | 1    | 2021      | neatestovaná lékařka, odešla dobrovolně kvůli Vláďovi                                                           |
| Lucie Ducháčková     | por. MUDr. Lenka Volfová †              | 1–8     | 1    | 2021      | neatestovaná lékařka, zemřela po nehodě                                                                         |
| Radek Melša          | por. MUDr. Ondřej Stejskal              | 1–9;31  | 1    | 2021-2022 | neatestovaný lékař, vypadl kvůli prozrazení projektu 1. Mise                                                    |
| Beáta Hrnčiříková    | por. MUDr. Ester Kleinová               | 1–10;31 | 1    | 2021-2022 | neatestovaná lékařka, vypadla kvůli problémům a ukradené diagnóze Fryvaldského                                  |

### Vedlejší role (Severočeská vojenská nemocnice)
| Herec                  | Role                        | Díl | Řada | Rok  | Poznámky                                                        |
| ---------------------- | --------------------------- | --- | ---- | ---- | --------------------------------------------------------------- |
| Anežka Hessová         | Mgr. Ludmila Petišková      | 1–3 | 1    | 2021 | vrchní sestra chirurgie, odešla z důvodu rizikového těhotenství |
| Jaromíra Mílová        | Mgr. Miroslava Znamenáčková | 1–3 | 1    | 2021 | vrchní sestra interny                                           |
| Kateřina Sedláková     | Mgr. Radka Šubrtová         | 1   | 1    | 2021 | zdravotní sestra                                                |
| Barbora Petrová        | MUDr. Klára Kloučková       | 1   | 1    | 2021 | lékařka na příjmu, arytmoložka                                  |
| Kateřina Marie Fialová | Martina Němečková, DiS.     | 1   | 1    | 2021 | zdravotní sestra na JIP                                         |
| Karolína Růžičková     | Tereza Benešová, DiS.       | 2   | 1    | 2021 | zdravotní sestra na příjmu                                      |
| Michal Balcar          | MUDr. Pavel Potůček         | 1   | 1    | 2021 | lékař na příjmu                                                 |
| Josef Horák            | MUDr. Lumír Šedivý          | 3   | 1    | 2021 | lékař na záchrance                                              |
| Lukáš Křišťan          | Jan Müller                  | 4   | 1    | 2021 | sanitář na příjmu                                               |
| Martin Šemík           | MUDr. Jaromír Rada          | 5   | 1    | 2021 | šéf záchranné služby Rubava                                     |
| Jiří Perůtka           | MUDr. Tomáš Kubát           | 6   | 1    | 2021 | anesteziolog                                                    |
| Daniel Krejčík         | MUDr. Jiří Černík           | 6   | 1    | 2021 | lékař na záchrance                                              |
| Petr Semerád           | MUDr. Robin Moucha          | 11  | 1    | 2021 | lékař na záchrance                                              |
| Kateřina Koboušková    | Bc. Petra Motýlová          | 14  | 1    | 2021 | zdravotní sestra na JIP                                         |
| Monika Timková         | MUDr. Sabina Drobná         | 15  | 1    | 2021 | praktický pediatr                                               |
| Jana Bernášková        | MUDr. Denisa Šiklová        | 18  | 1    | 2022 | doktorka na venerologii                                         |
| Romana Julinová        | Mgr. Růžena Volková         | 38  | 1    | 2022 | zdravotní sestra na chirurgii                                   |
| Kateřina Pechová       | Petra Tmějová, DiS.         | 38  | 1    | 2022 | zdravotní sestra na chirurgii                                   |

### Vedlejší role
| Herec                | Role                          | Díl            | Řada | Rok       | Poznámky                                                                         |
| -------------------- | ----------------------------- | -------------- | ---- | --------- | -------------------------------------------------------------------------------- |
| Ján Jackuliak        | mjr. Mgr. Rostislav Malý      | 1              | 1    | 2021      | major, který se neúspěšně pokusil o sebevraždu                                   |
| David Smečka         | Petr Holeček                  | 1-2            | 1    | 2021      |                                                                                  |
| Renata Kotápišová    | Jana Tmějová                  | 2              | 1    | 2021      | barmanka v restauraci                                                            |
| Jaroslav Krejčí      | Karel Jurtin                  | 2              | 1    | 2021      | bezdomovec a známý doktora Davida Hofbauera                                      |
| William Valerián     | Kamil Pařízek                 | 2-3            | 1    | 2021      | bezdomovec                                                                       |
| Zdeněk Hruška        | gen. Ing. Milan Dvořák        | 2;5;7;22;33;42 | 1    | 2021-2022 | generál a otec Evy Dvořákové                                                     |
| Marcela Holubcová    | Anna Dvořáková                | 2;33;42        | 1    | 2021-2022 | matka Evy Dvořákové                                                              |
| Kryštof Bartoš       | Dominik Ondrák                | 4              | 1    | 2021      | zraněný pilot                                                                    |
| Natalie Golovchenko  | Svetlana Vychanovu            | 4–28; 38       | 1    | 2021–2022 | běloruska, je na ní vydán běloruský zatykač, manželka Davida                     |
| Milena Konstantinova | Jelizaveta Vychanovu          | 12-28; 38-38   | 1    | 2021–2022 | dcera Svetlany, stará se o ni David Hofbauer                                     |
| Dominik Teleky       | Milan Loskot                  | 5              | 1    | 2021      | rytíř                                                                            |
| Tomáš Žilinský       | Aleš Humeš                    | 5              | 1    | 2021      | rytíř                                                                            |
| Pavel Doucek         | Mgr. Antonín Svoboda          | 5              | 1    | 2021      | zpravodajec                                                                      |
| Karel Jirák          | Marek Lukeš                   | 8              | 1    | 2021      | trenér v boxu, trénuje Alici Hofmanovou                                          |
| Patrik Hrabák        | Oliver „Olík“ Kratochvíl      | 9              | 1    | 2021      | tříletý syn Míši a Martina Kratochvílových                                       |
| Jan Kříž             | Martin Kozel                  | 9              | 1    | 2021      | šéf modelingu a kamarád Saši Růžičkové                                           |
| Aleš Procházka       | gen. Ing. Ludvík Sova         | 10-38          | 1    | 2021–2022 | generál a šéf projektu 1. Mise                                                   |
| Jaroslava Pokorná    | Stanislava Vejrová            | 13             | 1    | 2021      | důchodkyně, která bydlí ve stejném paneláku jako Hofbauer, hlídá Jelizavetu      |
| Tomáš Dastlík        | plk. MUDr. Matěj Lexa         | 13–14          | 1    | 2021      | vojenský lékař z Prahy, kamarád Dana a Alice, udělal fatální chybu               |
| Helena Dvořáková     | MUDr. Jana Lexová             | 13–14          | 1    | 2021      | lékařka z Prahy, kamarádka Alice Dana, manželka Matěje, pokusila se o sebevraždu |
| Karel Polišenský     | Karel Kloc                    | 15-38          | 1    | 2021–2022 | děda Mariky Klocové                                                              |
| Milan Enčev          | Patrik Kloc                   | 15-35          | 1    | 2021–2022 | strejda Mariky Klocové                                                           |
| Tomáš Karger         | MUDr. Vladimír Fryvaldský     | 15;33;38;42    | 1    | 2021–2022 | otec Vladimíra Fryvaldského                                                      |
| Eva Režnarová        | MUDr. Dana Fryvaldská         | 15;33:42       | 1    | 2021–2022 | matka Vladimíra Fryvaldského                                                     |
| Jan Monczka          | Jiří Houdek                   | 18-37          | 1    | 2022      | zaměstnanec ministerstva obrany                                                  |
| Ladislav Ondřej      | Marek Ryšánek                 | 18             | 1    | 2022      | slavný fotbalista                                                                |
| Jaroslav Mendel      | ppor. Josef Dalecký           | 18-38          | 1    | 2022      | policista v Rubavě                                                               |
| Václav Knop          | Pavel Pekař                   | 21             | 1    | 2022      | falešný generál                                                                  |
| Jakub Tvrdík         | Michal Karas                  | 22             | 1    | 2022      | voják                                                                            |
| Petr Vaněk           | Mgr. Martin Kratochvíl        | 23             | 1    | 2022      | šéftrenér reprezentace v biatlonu, manžel Míši, otec Andy a Olíka                |
| Martin Sobotka       | Kamil Mareš                   | 24             | 1    | 2022      | bláznivý pacient                                                                 |
| Daniel Tůma          | Petr Kynčl                    | 25             | 1    | 2022      | voják                                                                            |
| Pavla Dostálová      | Lucie Kynčlová                | 25             | 1    | 2022      | manželka Petra Kynčla                                                            |
| Marta Maťová         | plk. MUDr. Lívia Húsková      | 27             | 1    | 2022      | plukovnice ze Slovenska a bývalá přítelkyně Daniela Hofmana                      |
| Marianna Polyáková   | por. MUDr. Nikola Bednáriková | 27             | 1    | 2022      | frekventantka ze Slovenska, poručík a mladá lékařka                              |
| Alžběta Trembecká    | por. MUDr. Adéla Pásztorová   | 27             | 1    | 2022      | frekventantka ze Slovenska, poručík a mladá lékařka                              |
| Dušan Ambróš         | por. MUDr. Jura Petráš        | 27             | 1    | 2022      | exfrekventant ze Slovenska, mladý lékař, má lehkou variantu autismu              |
| Tomáš Krejčíř        | Ondřej Šilhán                 | 30             | 1    | 2022      | voják                                                                            |
| Lukáš Mazač          | Vilém Šilhán                  | 30             | 1    | 2022      | syn Ondřeje Šilhána                                                              |
| Klára Jandová        | Veronika Šilhánová            | 30             | 1    | 2022      | manželka Ondřeje Šilhána                                                         |
| Roman Slovák         | MVDr. Emil Juračka            | 30             | 1    | 2022      | zaměstnanec odchytové služby                                                     |
| Ivana Andrlová       | Vilma Pekárková               | 31             | 1    | 2022      | matka Alice Hofmanové                                                            |
| Zdeněk Podhůrský     | mjr. Bc. Jan Rubeš            | 33-42          | 1    | 2022      | otec Honzy Rubeše                                                                |
| Dana Morávková       | kpt. MUDr. Vlasta Rubešová    | 33-42          | 1    | 2022      | matka Honzy Rubeše                                                               |
| Matouš Rajmont       | Radek Kloc                    | 35-38          | 1    | 2022      | otec Mariky Klocové, propuštěný vězeň                                            |
| Darija Pavlovičová   | Pavla Klocová                 | 35-38:42       | 1    | 2022      | nevlastní sestra Mariky Klocové                                                  |
| Veronika Schönová    | Denisa Klocová                | 36-38;42       | 1    | 2022      | sestra Mariky Klocové                                                            |
| Petr Burian          | kpt. Václav Vojan             | 37             | 1    | 2022      | voják                                                                            |
| Miloslav Mejzlík     | Jindřich Kovářík              | 37             | 1    | 2022      | důchodce                                                                         |
| Jan Monczka          | Pícha                         | 40             | 1    | 2022      | pacient s nádorem, doktor Hofbauer mu odebral při operaci zdravou ledvinu        |
| Regina Řandová       | Píchová                       | 40             | 1    | 2022      | manželka Píchy, chtěla podat žalobu na nemocnici                                 |